# Saint-Adrien (Côtes-d’Armor)
Saint-Adrien (bretonisch Sant-Rien) ist eine französische Gemeinde mit 367 Einwohnern (Stand: 1. Januar 2022) im Département Côtes-d’Armor in der Region Bretagne. Sie gehört zum Arrondissement Guingamp und zum Kanton Callac. Die Einwohner werden Saint Adriennais(es) genannt.

## Geographie
Saint-Adrien liegt etwa 27 Kilometer westlich von Saint-Brieuc am Flüsschen Sullé, das an der östlichen Gemeindegrenze in den Trieux mündet.

## Bevölkerungsentwicklung
| Saint-Adrien: Einwohnerzahlen von 1793 bis 2016                                                                            | Saint-Adrien: Einwohnerzahlen von 1793 bis 2016 | Saint-Adrien: Einwohnerzahlen von 1793 bis 2016 | Saint-Adrien: Einwohnerzahlen von 1793 bis 2016 | Saint-Adrien: Einwohnerzahlen von 1793 bis 2016 |
| --- | ----------------------------------------------- | ----------------------------------------------- | ----------------------------------------------- | ----------------------------------------------- |
| Jahr |                                                 |                                                 |                                                 | Einwohner                                       |
| 1793 | 1793                                            |                                                 | 668                                             | 668                                             |
| 1800 | 1800                                            |                                                 | 567                                             | 567                                             |
| 1806 | 1806                                            |                                                 | 441                                             | 441                                             |
| 1821 | 1821                                            |                                                 | 598                                             | 598                                             |
| 1831 | 1831                                            |                                                 | 771                                             | 771                                             |
| 1836 | 1836                                            |                                                 | 607                                             | 607                                             |
| 1841 | 1841                                            |                                                 | 624                                             | 624                                             |
| 1846 | 1846                                            |                                                 | 658                                             | 658                                             |
| 1851 | 1851                                            |                                                 | 660                                             | 660                                             |
| 1856 | 1856                                            |                                                 | 625                                             | 625                                             |
| 1861 | 1861                                            |                                                 | 667                                             | 667                                             |
| 1866 | 1866                                            |                                                 | 663                                             | 663                                             |
| 1872 | 1872                                            |                                                 | 676                                             | 676                                             |
| 1876 | 1876                                            |                                                 | 667                                             | 667                                             |
| 1881 | 1881                                            |                                                 | 674                                             | 674                                             |
| 1886 | 1886                                            |                                                 | 660                                             | 660                                             |
| 1891 | 1891                                            |                                                 | 633                                             | 633                                             |
| 1896 | 1896                                            |                                                 | 647                                             | 647                                             |
| 1901 | 1901                                            |                                                 | 650                                             | 650                                             |
| 1906 | 1906                                            |                                                 | 652                                             | 652                                             |
| 1911 | 1911                                            |                                                 | 660                                             | 660                                             |
| 1921 | 1921                                            |                                                 | 606                                             | 606                                             |
| 1926 | 1926                                            |                                                 | 560                                             | 560                                             |
| 1931 | 1931                                            |                                                 | 512                                             | 512                                             |
| 1936 | 1936                                            |                                                 | 510                                             | 510                                             |
| 1946 | 1946                                            |                                                 | 393                                             | 393                                             |
| 1954 | 1954                                            |                                                 | 348                                             | 348                                             |
| 1962 | 1962                                            |                                                 | 371                                             | 371                                             |
| 1968 | 1968                                            |                                                 | 310                                             | 310                                             |
| 1975 | 1975                                            |                                                 | 293                                             | 293                                             |
| 1982 | 1982                                            |                                                 | 307                                             | 307                                             |
| 1990 | 1990                                            |                                                 | 306                                             | 306                                             |
| 1999 | 1999                                            |                                                 | 301                                             | 301                                             |
| 2006 | 2006                                            |                                                 | 318                                             | 318                                             |
| 2011 | 2011                                            |                                                 | 347                                             | 347                                             |
| 2016 | 2016                                            |                                                 | 356                                             | 356                                             |
| Quelle(n): EHESS/Cassini bis 1999, INSEE ab 2006 Anmerkung(en): Ab 1962 offizielle Zahlen ohne Einwohner mit Zweitwohnsitz |                                                 |                                                 |                                                 |                                                 |

## Baudenkmäler
- Pfarrkirche Saint-Rion, Saint-Adrien, neu errichtet im Jahre 1869 unter Wiederverwendung der westlichen Pforte aus dem 15. oder 16. Jahrhundert
- Kapelle Saint-Jean-Baptiste in Le Lézard, vermutlich aus dem 18. Jahrhundert
- Friedhofskreuz aus dem 17. Jahrhundert, seit 1927 als Monument historique eingeschrieben
- Calvaire aus der zweiten Hälfte des 15. Jahrhunderts, seit 1927 in Teilen als Monument historique eingeschrieben
- Herrenhaus in Kermorzu aus dem 16. Jahrhundert
- Herrenhaus in Kerauffret, vermutlich aus der zweiten Hälfte des 18. Jahrhunderts

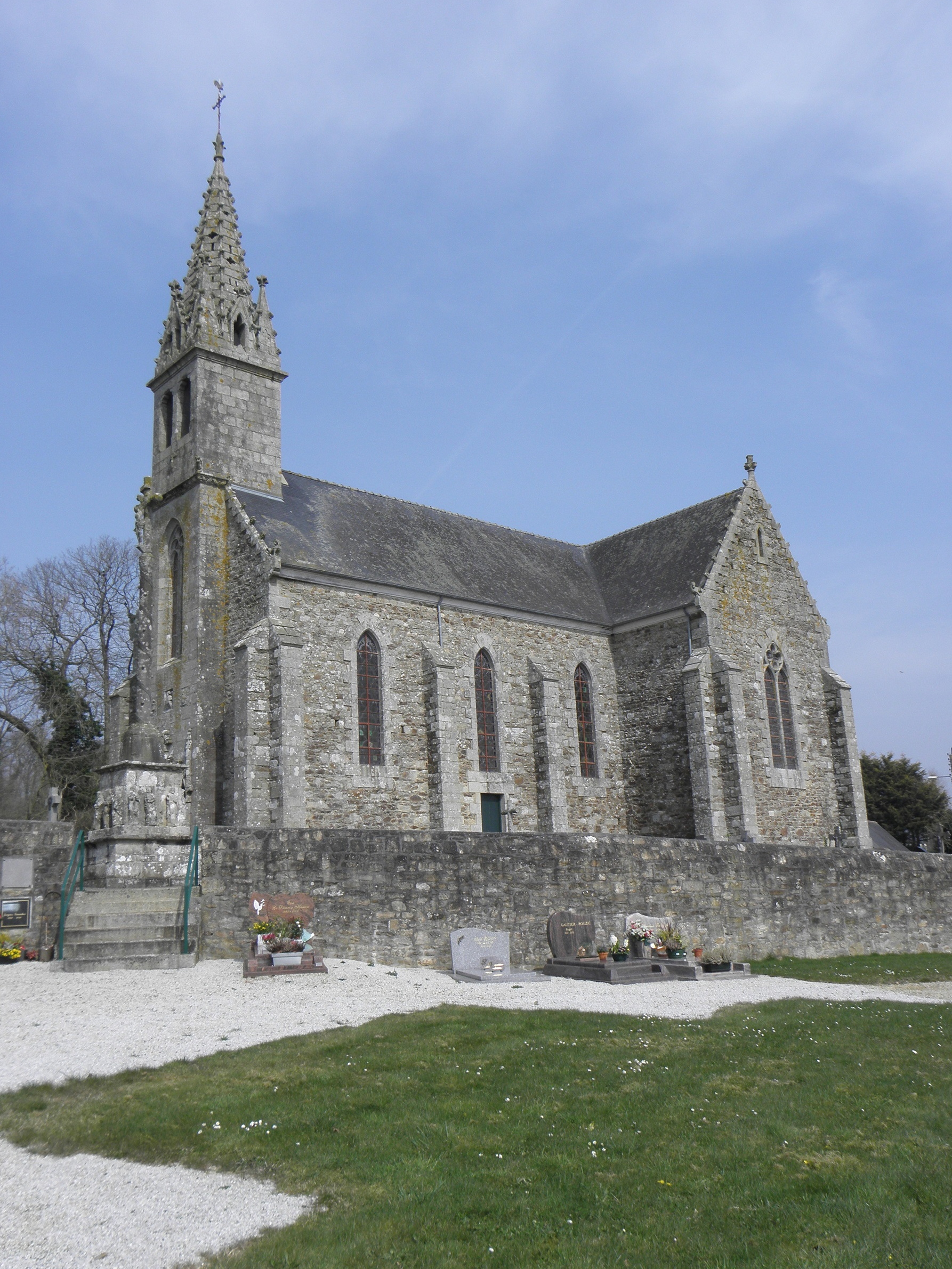
Kirche Saint-Adrien
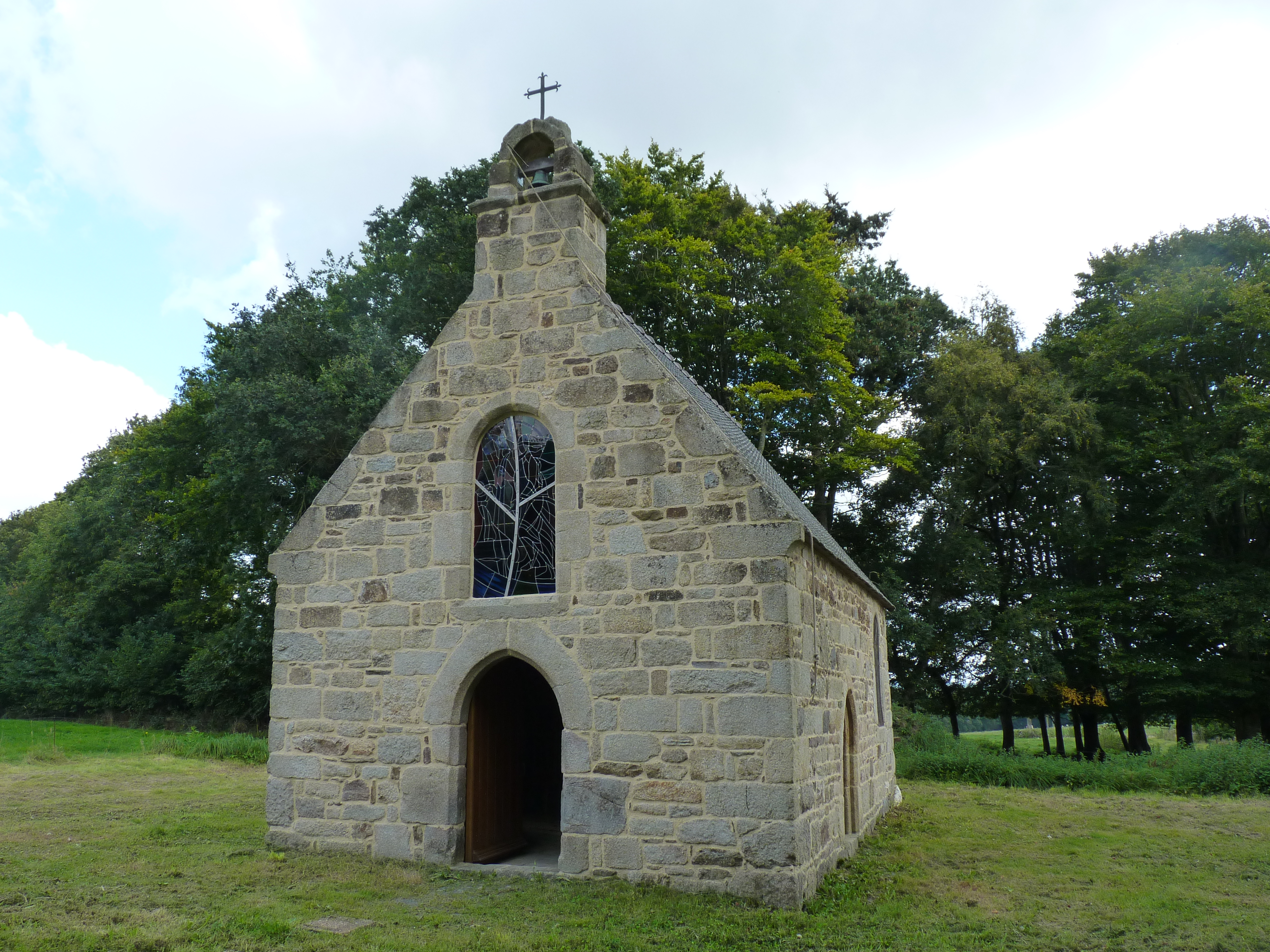
Kapelle Saint-Jean-Baptist
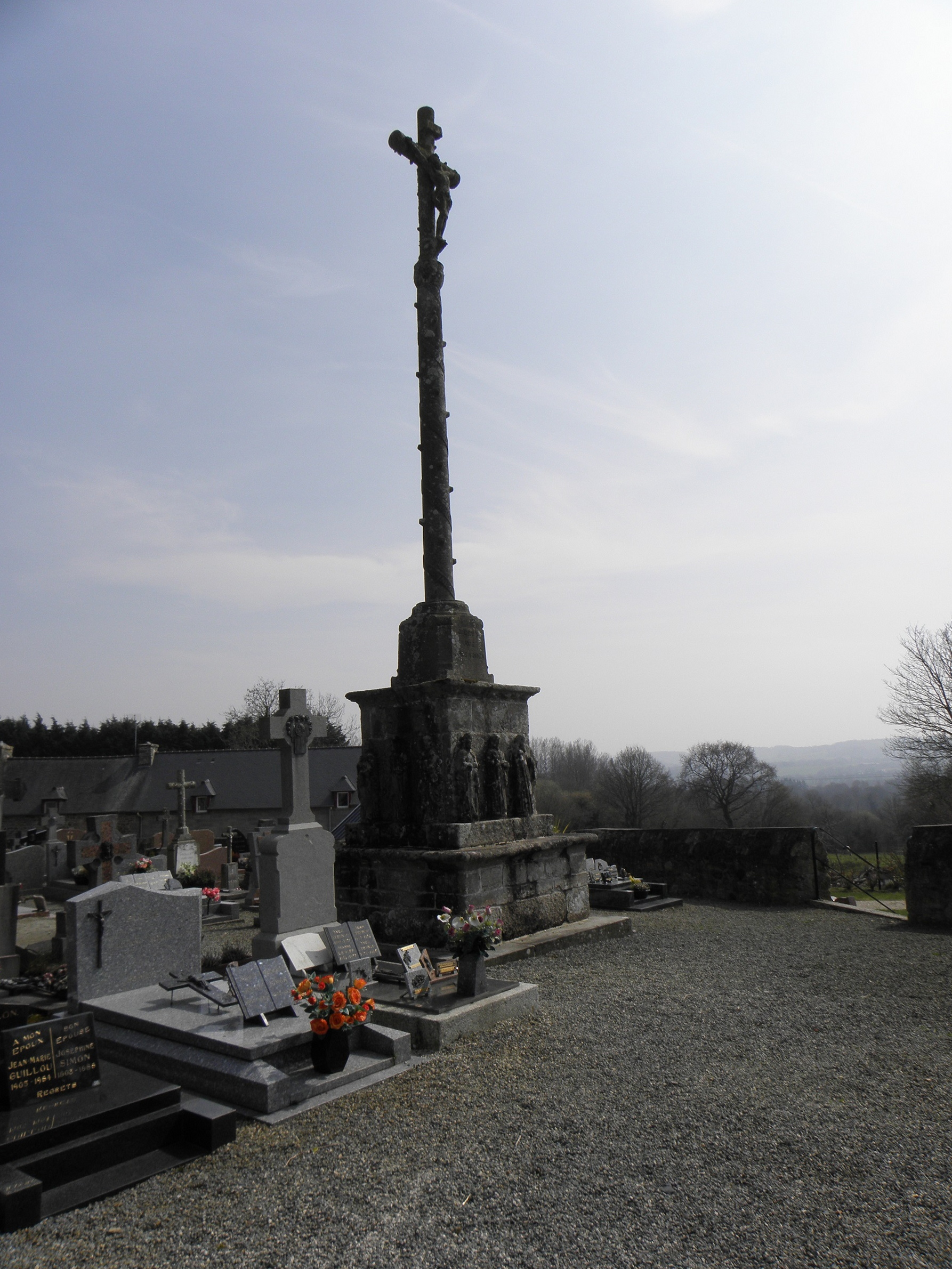
Friedhofskreuz

## Belege
1. ↑  Notice Communale Saint-Adrien. EHESS, abgerufen am 17. März 2023 (französisch).
2. ↑  Populations légales 2016 Commune de Saint-Adrien (22271). INSEE, abgerufen am 17. März 2023 (französisch).